# کرتو لی آلنک
کرتو لی آلنک (استونیایی: Kertu Ly Alnek؛ زادهٔ ۱۴ سپتامبر ۱۹۹۹) شناگر اهل استونی است. وی در بازی‌های اروپایی ۲۰۱۵ شرکت کرده است.